# جائزة أستراليا الكبرى 2019
جائزة أستراليا الكبرى 2019 هو سباق فورمولا 1 أقيم بتاريخ 17 مارس 2019 في حلبة سباق الجائزة الكبرى في ملبورن، أستراليا. كان الأول من أصل 21 في بطولة العالم لسباقات الفورمولا واحد موسم 2019.